# Crépuscule (film, 1938)
Pour les articles homonymes, voir Crépuscule (homonymie).
Pour plus de détails, voir Fiche technique et Distribution.
Crépuscule (titre original : Under Western Stars) est un film américain réalisé par Joseph Kane et produit par Sol C. Siegel, sorti en 1938.
En 2009, Crépuscule a été sélectionné au National Film Registry par la Bibliothèque du Congrès « pour son importance culturelle, historique et esthétique. »

## Synopsis
Élu au Congrès, Roy a comme premier objectif d'apporter l'eau courante aux fermiers de son district.

## Fiche technique
- Titre original : Under Western Stars
- Réalisation : Joe Kane
- Scénario : Dorrell McGowan, Stuart E. McGowan, Betty Burbridge
- Photographie : Jack A. Marta
- Costumes : Irene Saltern
- Montage : Lester Orlebeck
- Producteur : Sol C. Siegel
- Musique : Alberto Colombo
- Société de production : Republic Pictures
- Société de distribution : Republic Pictures
- Pays de production :  États-Unis
- Langue anglais
- Durée : 65 minutes
- Date de sortie :
  - États-Unis : 20 avril 1938

## Distribution
- Roy Rogers : lui-même
- Smiley Burnette : Frog Millhouse
- Carol Hughes : Eleanor Fairbanks
- Guy Usher : John Fairbanks
- Tom Chatterton : Edward H. Marlowe
- Kenneth Harlan : Richards
- Alden Chase : Tom Andrews
- Brandon Beach : Sénateur Wilson
- Earl Dwire : le maire Biggs
- Jean Fowler : Mme Wilson
- Dora Clemant : Mme Marlowe
- Dick Elliott : William P. Scully
- Burr Caruth : Larkin
- Charles Whitaker : Tremaine
- Jack Rockwell : Shérif
- Frankie Marvin : Shérif-adjoint Pete
- Merrill McCormick : un colporteur

## Récompenses et distinctions
- National Film Preservation Board en 2009.